# Václav Hladký
Václav Hladký, né le 14 novembre 1990 à Brno en Tchéquie, est un footballeur tchèque jouant au poste de gardien de but au Burnley FC.

## Biographie

### Parcours en club
Le 11 janvier 2019, il rejoint St Mirren.
Le 22 août 2020, il rejoint Salford City.
Le 28 juin 2021, il rejoint Ipswich Town.

## Palmarès

### En club
Ipswich Town
- Vice-champion du Championship (D2) en 2024.

 Salford City
- Vainqueur de la EFL Trophy en 2020

### Distinctions individuelles
- Membre de l'équipe-type de EFL League Two en 2021.